# 경현당어제어필화재첩
경현당어제어필화재첩(景賢堂御製御筆和載帖)은 서울특별시 종로구 서울역사박물관에 있는 조선시대의 화첩이다. 2003년 12월 30일 서울특별시의 유형문화재 제175호로 지정되었다.

## 개요
이 화첩(畵帖)은 경희궁(慶熙宮)의 경현당(景賢堂)에서 영조(英祖)가 승정원 승지 및 홍문관 관원들과 더불어『춘추(春秋)』강독을 마친 것을 치하하면서 베푼 선온(宣醞)을 기념할 목적으로 1741년 제작한 것이다.
표지에는 ‘경현당도어제어필화재첩(景賢堂圖御製御筆和載帖)’이라 표제가 붙어 있다. 제 1면에 그림, 제 2～6면에 경연에서 춘추(春秋) 강독을 마친 것을 왕이 치하하는 내용의 글, 제 7면에 7언절구의 어제시(御製詩), 제 8면～10면 당시 경현당에 입시(入侍)했던 승정원(承政院)과 홍문관(弘文館)관원 13명이 영조의 어제시(御製詩,왕이 직접 지은 詩)에 운을 맞추어 갱진(賡進)한 시,제 10-12면에는 이들 중 9명이 다시 지은 시,제 13면에는 만장(挽章)이 실려 있다. 帖의 제 2면 첫부분에 ‘신유 6월 22일 신시(辛酉六月二十二日申時)’라고 적혀 있어 이 행사가 영조 17년(1741년) 6월 22일에 이루어졌음을 알 수 있게 한다.
이 그림의 구성과 건물 묘사는 1720년 숙종이 기로소에 든 것을 기념하여 완성한 ≪기사계첩(耆社契帖)≫의 <경현당석연도(景賢堂錫宴圖)>와 1745년 영조가 기로소 들어간 것을 기념하기 위해 제작한 ≪기사경회첩(耆社慶會帖)≫의 <경현당선온도(景賢堂宣醞圖)>의 그것과 잘 비교된다. 특히 분홍색(당해 문화재에서는 흑변됨)꽃담,단청 모양,고운 옥색과 분홍색으로 칠해진 건물의 색감 등은 비슷한 시기에 그려진 ≪기사경회첩(耆社慶會帖)≫과 공통된다. 이 화첩은 제 2면 하단부에 ｢신광찬인(臣光纘印)｣이 찍혀 있어 가주서(仮注書) 윤광찬(尹光纘)이 소장했던 것으로 추정된다. 부분적으로 좀벌레에 의한 손상이 조금 있고 채색 부분에서도 약간의 변색이 눈에 띄지만 비교적 원형유지가 잘 되어 있는 편이다. 특히 1면에 수록된 행사기록화는 1720년 《기사계첩(耆社契帖)》의 〈경현당석연도(景賢堂錫宴圖)〉와 1745년 《기사경회첩(耆社慶會帖)》의 〈경현당선온도(景賢堂宣醞圖)〉와 비교 되는 자료적 가치가 있다.

## 참고 문헌
- 경현당어제어필화재첩 - 국가유산청 국가유산포털
- 이 문서에는 문화재청에서 공공누리 제1유형으로 배포된 자료를 바탕으로 한 내용이 포함되어 있습니다.